# Leila Ameddah
Leila Ameddah, née le 21 avril 1962 à Batna, Algérie, est une artiste-peintre algérienne,,.

## Biographie
Leila Ameddah,, artiste plasticienne  autodidacte,. Elle est chirurgienne dentiste de profession, vit et travaille à Batna.
Issue d’une famille d’universitaires, tous passionnés d’Art, Leila fit, dès son plus jeune âge ,ses débuts dans le domaine artistique. Elle commença par s’exercer au crayon, avant d’essayer l’aquarelle, pour finalement s’attaquer à la peinture à l’huile dans les années de lycée.
Après avoir eu son Bac série mathématique, elle s’est inscrite à la faculté de Médecine pour suivre des études de chirurgie dentaire. Cependant l’artiste Leila a un penchant plus prononcé pour la peinture  abstraite. Elle utilise les techniques mixtes pour créer des ambiances et des effets de relief.
Elle a participé à plusieurs expositions nationales et internationales, dès 1984 jusqu'à nos jours. Leila Ameddah a été influencée par tout ce qui est traditionnel, aurassien, berbère et par son métier de l'art dentaire.

## Expositions
Les premières expositions ont eu lieu durant ses années d’études (1983 _- 1989) puis les manifestations artistiques nationales et internationales se sont enchaînées suivant l’ordre chronologique suivant :